# John Jay

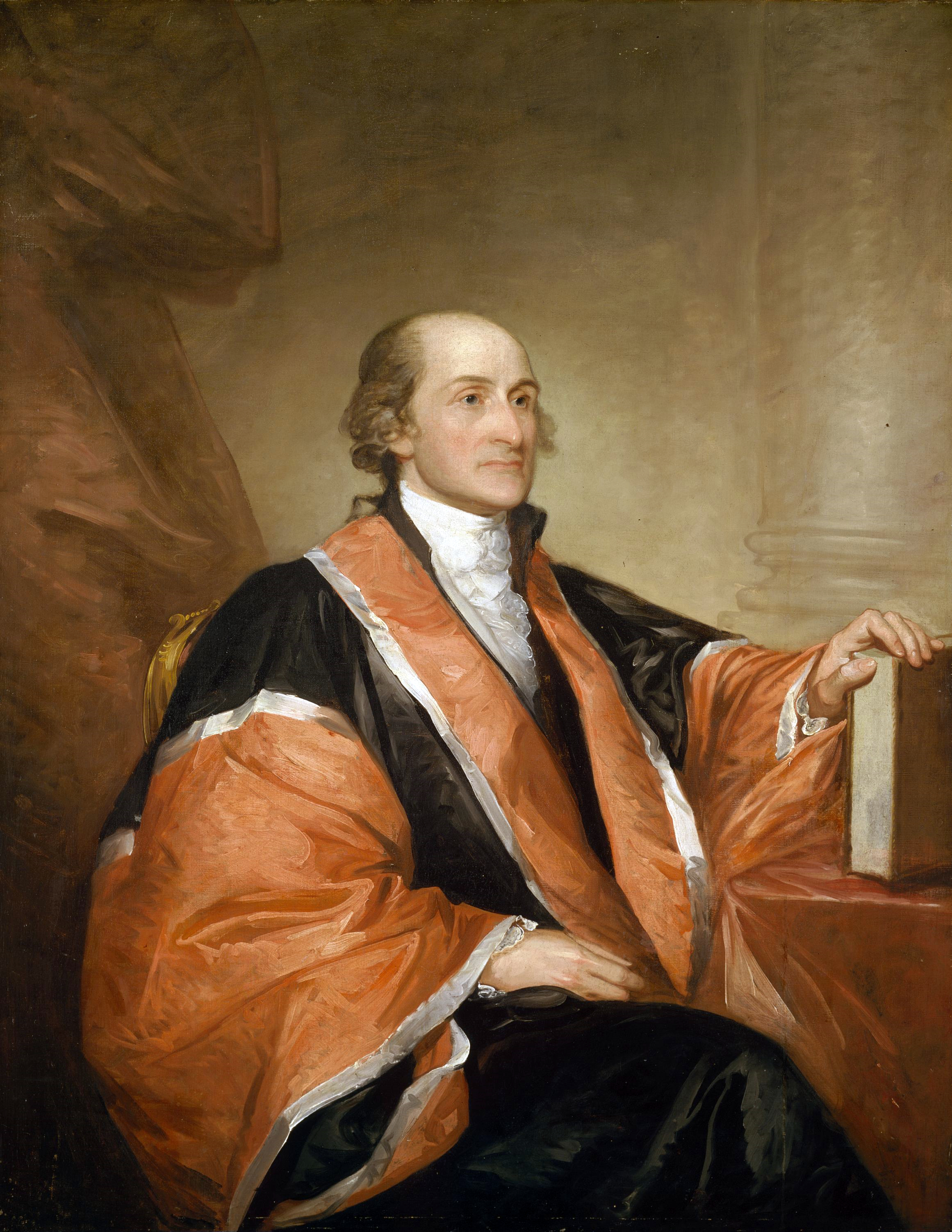
Porträtt av John Jay

John Jay, född 23 december (12 december enligt g.s.) 1745 i New York, död 17 maj 1829 i Bedford, Westchester County, New York, var en amerikansk jurist och statsman, far till William Jay.

## Biografi
Jay var ursprungligen advokat i New York, deltog i den antiengelska och interkoloniala rörelsen på 1770-talet. Han var tidvis New Yorks ombud vid Philadelphiakongressen, brukades i diplomatiska beskickningar och var 1784-89 konfederationens utrikesminister och från 1789 den förste chefsdomaren i USA:s högsta domstol. Ivrig federalist, arbetade Jay för unionsförfattningens antagande och för ett närmande till Storbritannien. Som sändebud i London avslöt han 1794 Londonfördraget (Jay Treaty)  med Storbritannien. Storbritannien lovade där att utrymma de redan avträdda forten i Nordvästterritoret mot vittgående ekonomiska medgivanden. Fördraget, som från nordamerikansk sida var otillfredsställande gjorde om intet vissa planer på en svensk-amerikansk väpnad neutralitetsallians och spelade, starkt klandrat av republikanerna, en viktig roll i unionens partipolitik. Jay var en ledande politiker i federalistpartiet och guvernör i New York 1795-1801.
Han var ledamot av kontinentala kongressen och skrev Federalist Papers tillsammans med Alexander Hamilton och James Madison. Han var den ledande slaverimotståndaren i delstaten New York.